# Marat (Puy-de-Dôme)
Marat ist eine französische Gemeinde mit 805 Einwohnern (Stand: 1. Januar 2022) im Département Puy-de-Dôme in der Region Auvergne-Rhône-Alpes (vor 2016 Auvergne). Marat gehört zum Arrondissement Ambert und zum Kanton Les Monts du Livradois (bis 2015 Olliergues). 

## Lage
Marat liegt etwa 53 Kilometer ostsüdöstlich von Clermont-Ferrand im Livradois und am Fluss Dore. Die Gemeinde wird im Norden, Osten und Westen großteils vom Flüsschen Gérize, einem Zufluss der Dore begrenzt. Umgeben wird Marat von den Nachbargemeinden Olliergues im Norden und Nordwesten, Olmet im Norden, Le Brugeron im Norden und Nordosten, Saint-Pierre-la-Bourlhonne im Osten, Vertolaye im Osten und Südosten, Bertignat im Süden, La Chapelle-Agnon im Südwesten sowie Saint-Gervais-sous-Meymont im Westen und Nordwesten.

## Weblinks

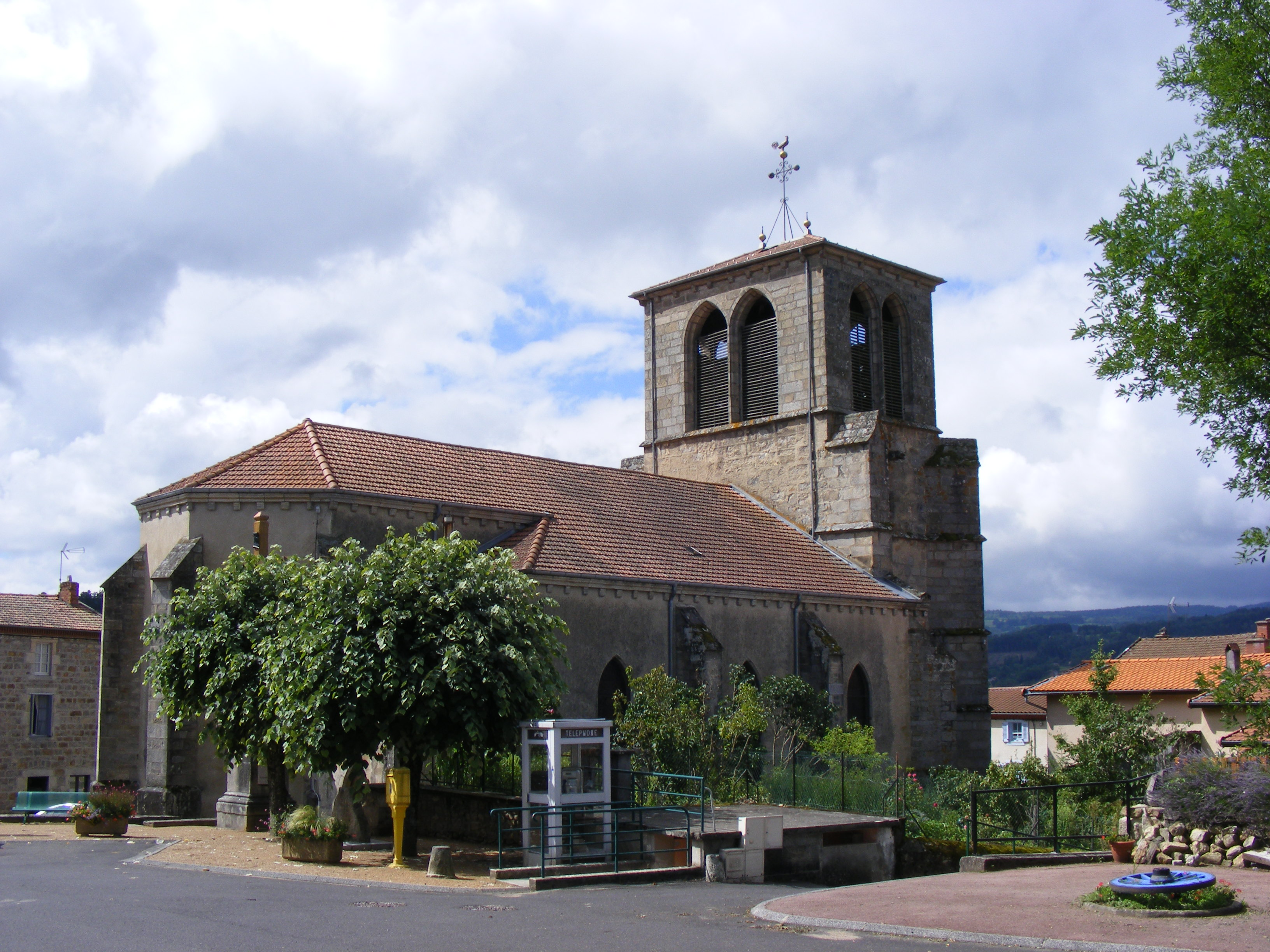
Kirche Saint-Clair

## Bevölkerungsentwicklung
| Jahr                       | 1962 | 1968 | 1975 | 1982 | 1990 | 1999 | 2006 | 2013 |
| Einwohner                  | 1203 | 1136 | 1001 | 990  | 932  | 849  | 820  | 838  |
| Quellen: Cassini und INSEE |      |      |      |      |      |      |      |      |

## Sehenswürdigkeiten
- Kirche Saint-Clair